# Matthew Špiranović
Matthew Špiranović (Geelong, Australia, 27 de junio de 1988) es un exfutbolista australiano que jugaba como defensor. Es de ascendencia croata.

## Selección nacional
Jugó en la selección sub-17 y la selección sub-20 junto a Nathan Burns.
El 13 de mayo de 2014 Špiranović fue incluido por Ange Postecoglou, el entrenador de la selección australiana, en la lista preliminar de 30 jugadores con miras a la Copa Mundial de Fútbol de 2014. Semanas después, fue confirmado en la lista final de 23 jugadores el 3 de junio.

### Participaciones en Copas del Mundo
| Mundial                        | Sede   | Resultado      |
| ------------------------------ | ------ | -------------- |
| Copa Mundial de Fútbol de 2014 | Brasil | Fase de grupos |

## Clubes
| Club                          | País      | Año       |
| ----------------------------- | --------- | --------- |
| North Geelong                 | Australia | 2004      |
| Melbourne Victory F. C.       | Australia | 2005      |
| Australian Institute of Sport | Australia | 2005-2006 |
| 1. F. C. Nürnberg             | Alemania  | 2007-2010 |
| Urawa Red Diamonds (cedido)   | Japón     | 2010      |
| Urawa Red Diamonds            | Japón     | 2011-2012 |
| Al-Arabi S. C.                | Catar     | 2012-2013 |
| Western Sydney Wanderers      | Australia | 2013-2015 |
| Hangzhou Greentown            | China     | 2015-2017 |
| Perth Glory F. C.             | Australia | 2018-2019 |
| Melbourne Victory F. C.       | Australia | 2021-2023 |

## Palmarés

### Títulos nacionales
| Título           | Club                    | País      | Año  |
| ---------------- | ----------------------- | --------- | ---- |
| Copa de Alemania | 1. F. C. Nürnberg       | Alemania  | 2007 |
| FFA Cup          | Melbourne Victory F. C. | Australia | 2021 |

### Títulos internacionales
| Título                      | Club                     | Sede      | Año  |
| --------------------------- | ------------------------ | --------- | ---- |
| Liga de Campeones de la AFC | Western Sydney Wanderers | Riad      | 2014 |
| Copa Asiática               | Australia                | Australia | 2015 |

(*) Incluyendo la selección.